# سانت مارتنفيل
سانت مارتنفيل (لويزيانا) (بالإنجليزية: St. Martinville, Louisiana)‏ هي مدينة تقع في الولايات المتحدة في لويزيانا. يقدر عدد سكانها بـ 7,000 نسمة .

## التركيبة السكانية
حدّد مكتب تعداد الولايات المتحدة بيانات التركيبة السكانية لسانت مارتنفيل في تعداد الولايات المتحدة. في ما يلي، التركيبة السكانية حسب تعدادي 2000 و2010.

### تعداد عام 2000
بلغ عدد سكان سانت مارتنفيل 6,989 نسمة بحسب تعداد عام 2000، وبلغ عدد الأسر 2,496 أسرة وعدد العائلات 1,722 عائلة مقيمة في المدينة. في حين سجلت الكثافة السكانية 844.1 نسمة لكل كيلومتر مربع (2,186.2/ميل2). وبلغ عدد الوحدات السكنية 2,778 وحدة بمتوسط كثافة قدره 335.5 لكل كيلومتر مربع (868.9/ميل2).
وتوزع التركيب العرقي للمدينة بنسبة 35.78% من البيض و62.84% من الأمريكيين الأفارقة و0.20% من الأمريكيين الأصليين و0.14% من الأمريكيين ذوي الأصول الآسيوية و0.34% من الأعراق الأخرى و0.69% من عرقين مختلطين أو أكثر و1.04% من الهسبانيون أو اللاتينيون من أي عرق.
بلغ عدد الأسر 2,496 أسرة كانت نسبة 39.9% منها لديها أطفال تحت سن الثامنة عشر تعيش معهم، وبلغت نسبة الأزواج القاطنين مع بعضهم البعض 38.1% من أصل المجموع الكلي للأسر، ونسبة 26.2% من الأسر كان لديها معيلات من الإناث دون وجود شريك،  بينما كانت نسبة 4.6% من الأسر لديها معيلون من الذكور دون وجود شريكة وكانت نسبة 31% من غير العائلات. تألفت نسبة 27.8% من أصل جميع الأسر من عدة أفراد يعيشون في نفس المنزل ونسبة 12.5% كانت تتألف من شخص يعيش بمفرده يبلغ من العمر 65 عاماً أو أكثر. وبلغ متوسط حجم الأسرة المعيشية 2.67، أما متوسط حجم العائلات فبلغ 3.28.
بلغ العمر الوسطي للسكان 35.4 عاماً. وكانت نسبة 28.2% من القاطنين تحت سن الثامنة عشر، وكانت نسبة 8.6% بين الثامنة عشر والرابعة والعشرين عاماً، ونسبة 24.9% كانت واقعةً في الفئة العمرية ما بين الخامسة والعشرين والرابعة والأربعين عاماً، ونسبة 20.4% كانت ما بين الخامسة والأربعين والرابعة والستين، ونسبة 13.1% كانت ضمن فئة الخامسة والستين عاماً فما فوق. يوجد لكل 100 أنثى 81.1 ذكر، ويوجد لكل 100 أنثى في الثامنة عشر من عمرها فما فوق 76.3 ذكر.
بلغ متوسط دخل الأسرة في المدينة 19,600 دولارًا، أما متوسط دخل العائلة فبلغ 28,711 دولارًا. وكان متوسط دخل الذكور 28,946 دولارًا مقابل 18,314 دولارًا للإناث. وسجل دخل الفرد الخاص بالمدينة 10,529 دولارًا. وكانت نسبة 26.9% من العائلات ونسبة 31.2% من السكان تحت خط الفقر، وكان من هؤلاء نسبة 39.4% تحت سن الثامنة عشر ونسبة 31.2% في الخامسة والستين من العمر وما فوق.

### تعداد عام 2010
بلغ عدد سكان سانت مارتنفيل 6,114 نسمة بحسب تعداد عام 2010، وبلغ عدد الأسر 2,320 أسرة وعدد العائلات 1,533 عائلة مقيمة في المدينة. في حين سجلت الكثافة السكانية 738.4 نسمة لكل كيلومتر مربع (1,912.4/ميل2). وبلغ عدد الوحدات السكنية 2,588 وحدة بمتوسط كثافة قدره 312.6 لكل كيلومتر مربع (809.6/ميل2).
وتوزع التركيب العرقي للمدينة بنسبة 35.35% من البيض و62.72% من الأمريكيين الأفارقة و0.25% من الأمريكيين الأصليين و0.13% من الأمريكيين ذوي الأصول الآسيوية و0.03% من سكان جزر المحيط الهادئ و0.20% من الأعراق الأخرى و1.32% من عرقين مختلطين أو أكثر و1.37% من الهسبانيون أو اللاتينيون من أي عرق.
بلغ عدد الأسر 2,320 أسرة كانت نسبة 35.3% منها لديها أطفال تحت سن الثامنة عشر تعيش معهم، وبلغت نسبة الأزواج القاطنين مع بعضهم البعض 31.5% من أصل المجموع الكلي للأسر، ونسبة 28.7% من الأسر كان لديها معيلات من الإناث دون وجود شريك،  بينما كانت نسبة 5.9% من الأسر لديها معيلون من الذكور دون وجود شريكة وكانت نسبة 33.9% من غير العائلات. تألفت نسبة 29.9% من أصل جميع الأسر من عدة أفراد يعيشون في نفس المنزل ونسبة 12.6% كانت تتألف من شخص يعيش بمفرده يبلغ من العمر 65 عاماً أو أكثر. وبلغ متوسط حجم الأسرة المعيشية 2.52، أما متوسط حجم العائلات فبلغ 3.13.
بلغ العمر الوسطي للسكان 38.8 عاماً. وكانت نسبة 24.9% من القاطنين تحت سن الثامنة عشر، وكانت نسبة 9.6% بين الثامنة عشر والرابعة والعشرين عاماً، ونسبة 22.9% كانت واقعةً في الفئة العمرية ما بين الخامسة والعشرين والرابعة والأربعين عاماً، ونسبة 26.9% كانت ما بين الخامسة والأربعين والرابعة والستين، ونسبة 15.8% كانت ضمن فئة الخامسة والستين عاماً فما فوق. وتوزع التركيب الجنسي للسكان بنسبة 46.2% ذكور و53.8% إناث.

## أعلام
- جيف لاندري
- ناثان وليامز
- جاي هيبرت
- جيمس د. سيمون
- فيلي فرنسيس